# Мустяца
Мустяца (рум. Musteața) — село у Фалештському районі Молдови. Утворює окрему комуну.

## Населення
За даними перепису населення 2004 року у селі проживали 1602 особи.
Національний склад населення села:
| Національність       | Кількість осіб | Відсоток   |
| -------------------- | -------------- | ---------- |
| молдавани румуни     | 1594 2         | 99,5% 0,1% |
| українці             | 3              | 0,2%       |
| росіяни              | 2              | 0,1%       |
| інша / без відповіді | 1              | 0,1%       |
| Всього               | 1602           | 100%       |